# スポーツウォッシング
スポーツウォッシング（sportswashing）は特定の個人・団体・国家がスポーツを利用して、自身のイメージを向上や問題の隠ぺいを図る行為。

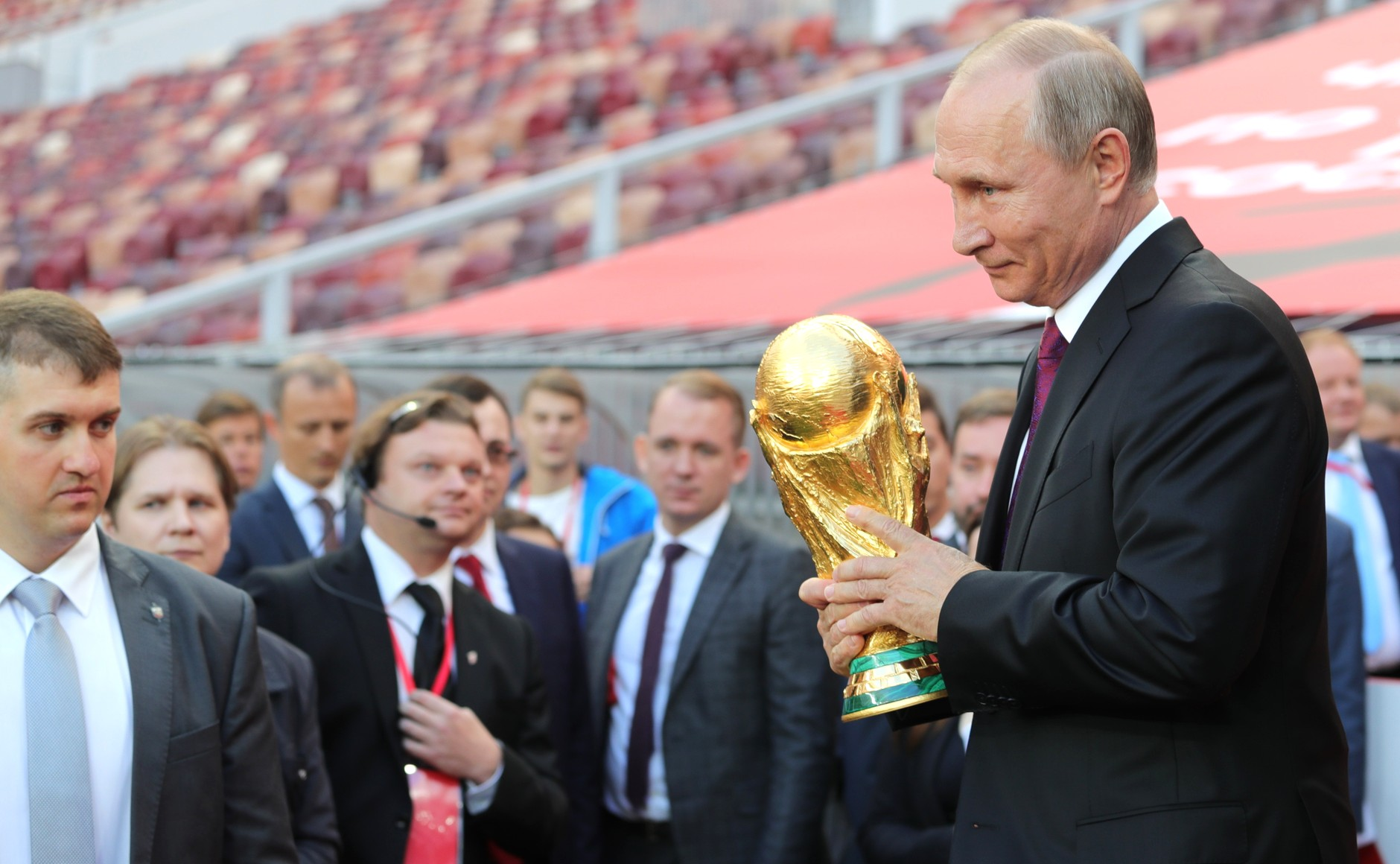
モスクワで行われた大会前式典でFIFAワールドカップトロフィーを手に取るウラジミール・プーチン(2017年9月9日)

## 概要
国際的に、スポーツウォッシングは国のソフトパワーの一部とみなされてきた。また国際的に、スポーツウォッシングは人権侵害や汚職スキャンダルなどから注意を逸らす為に使われてきたと考えられている。スポーツウォッシングという用語が最初に使われたのは、アゼルバイジャンが同国のバクーで2015年に開催したヨーロッパ競技大会でとされている。
スポーツウォッシングの特徴として、国際大会の招致だけでなく、大会を開催する為のインフラ整備の為に、大会の組織委員会などは多額の費用が必要となることであり、2022年FIFAワールドカップに向けてワールドカップ史上最も小国の開催国となったカタールは、準備のために豪華な宿泊施設、拡張された交通網、スタジアムに約2,200億ドルを投資した。2021年3月、人権団体グラント・リバティは、サウジアラビアがスポーツウォッシングの為に15億ドル費やしたと主張している。

## スポーツイベント開催

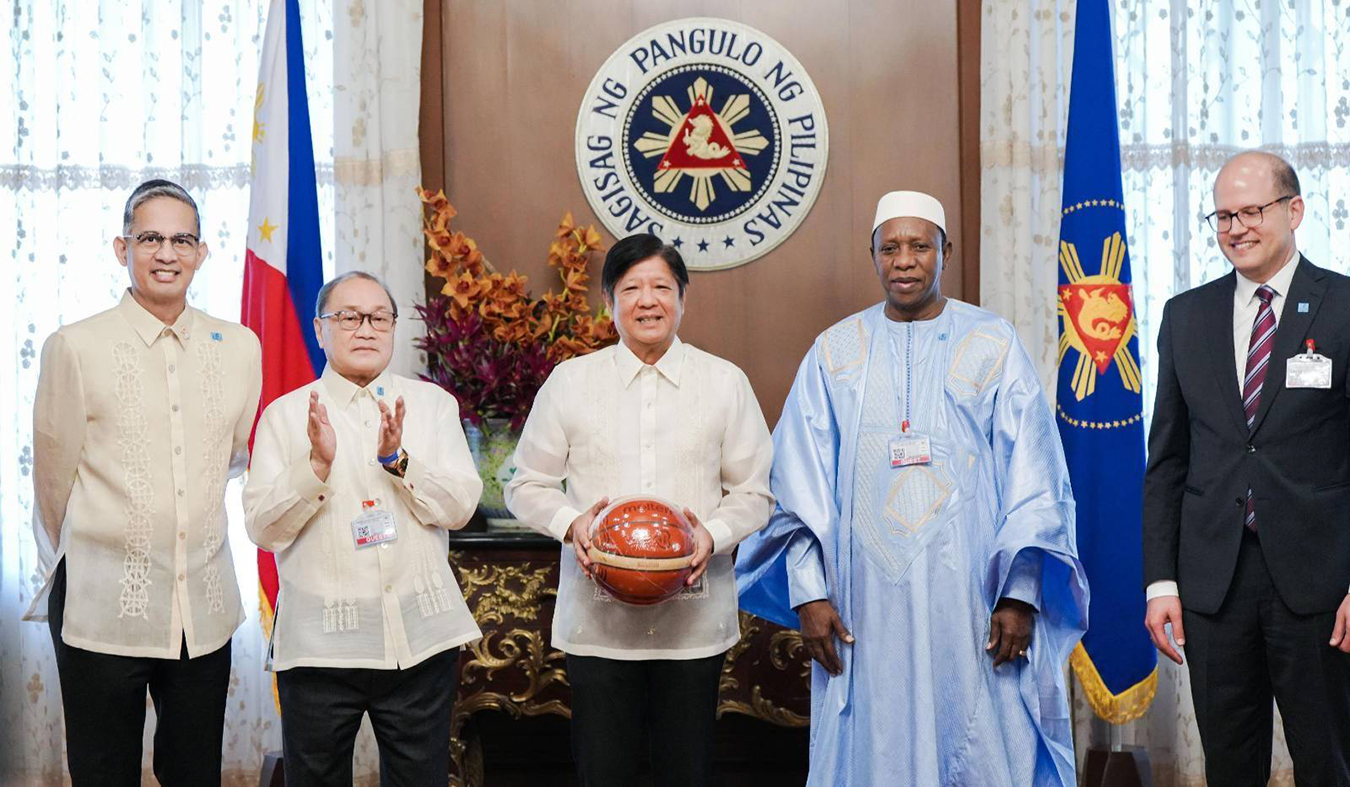
フィリピンのボンボン・マルコス大統領を表敬訪問したFIBA中央理事会メンバー抽選会(写真右端)。大会の組み合わせ抽選が行われる前日の2023年4月28日

### 総合
- 1980年モスクワオリンピック・2014年ソチオリンピック[10][11]
- バクー2015ヨーロッパ大会[12]

### サッカー
- 軍事政権下のアルゼンチンで開催された1978 FIFAワールドカップ[13]
- サウジアラビアで開催されたスーペルコパとスーペルコッパ[14][15]
- ロシアで開催された2018 FIFAワールドカップ[16]
- ユーロ2020でもバクー・ブダペスト・サンクトペテルブルクで一部開催[17][18][19][20]
- カタールで開催されたFIFAクラブワールドカップや2022 FIFAワールドカップなど[注釈 1]
- 2021年に開幕直前にブラジルに開催地を変更されたコパ・アメリカ2021[21]
- カタールで開催されたAFCアジアカップ2023[22]
- サウジアラビアで開催されたFIFAクラブワールドカップ2023[23]
- サウジアラビアで開催予定のAFCアジアカップ2027[24]
- サウジアラビアで開催予定の2034FIFAワールドカップ[25][26][27]

### バスケットボール
- フィリピンで開催された1978・2023年FIBAワールドカップ[28]
- 中国で開催されたFIBAバスケットボールワールドカップ2019[29][30]
- ルワンダで開催された2021年のバスケットボールアフリカリーグ[31]
- カタールで開催予定のFIBAバスケットボールワールドカップ2027[32]
- NBAが2022年から開催しているアラブ首長国連邦でのプレシーズンマッチ開催[33]

### ゴルフ
- PIFが支援したLIVゴルフ[34][35]

### テニス
- 2023年からサウジアラビアで開催されているネクストジェネレーション・ATPファイナルズ[36]

### eスポーツ
- バーレーンで開催された2019BLASTプロシリーズ
- サウジアラビアで開催された2024年eスポーツワールドカップ[37]

### モータースポーツ
- 1951年から1975年まで開催されたスペイングランプリ[38]

### ラグビー・ユニオン
- 1969-70 ラグビー南アフリカ共和国代表の英国およびアイルランド遠征（英語版）[39]

- 1981年ラグビー南アフリカ代表のニュージーランドとアメリカ遠征（英語版）

### ボクシング
- キンシャサの奇跡[40][41]

### 自転車競技
- ルワンダで開催予定の2025年世界選手権自転車競技大会ロードレース[42]

### その他
- 1986年コモンウェルスゲームズ[43]
- 2022年にブダペストで強行開催された世界水泳選手権

## 企業によるスポンサーシップ

### サッカー
- ロシア国営石油会社ガスプロムによるシャルケ04、UEFAチャンピオンズリーグとのスポンサー契約[44]
- バーレーン国営航空会社ガルフ・エアによるチェルシーFCとクイーンズ・パーク・レンジャーズFCとのスポンサー契約[45]
- カタール航空とFCバイエルン・ミュンヘンとのスポンサー契約[46][47]
- ルワンダ政府とアーセナルFCとのスポンサー契約[48][49]
- アゼルバイジャン観光局によるアトレティコ・マドリードとのスポンサー契約[50]

### モータースポーツ
- ベネズエラ国営石油会社の完全子会社であるシットゴーによるNASCARチームとのスポンサー契約[51][52]

## オーナーシップ

### サッカー
- シルヴィオ・ベルルスコーニは、フィニンベストの持ち株会社を通じて、1986年にACミランのオーナーとなり、2017年まで同クラブの株式の98%を保有していたが、ベルルスコーニは、メディアセットを含む自身が保有するマスメディアの強力な支援を受けてチームの成功を世論へのアピールに利用して国内で人気を博し[53]、政治的活動に役立てた[54]。

## 日本におけるスポーツウォッシング
西村章は2020年東京オリンピックや2022年FIFAワールドカップの二大スポーツイベントがきっかけとなり、オンライン記事や紙媒体などの活字メディアでスポーツウォッシングの存在が報じられている一方で、放送メディアではスポーツウォッシングについて報じられる事が全くないと指摘している。その理由について本間龍は、テレビにとってスポーツは視聴率が見込めるコンテンツであり、人気の競技であればスポンサーも多く獲得でき、そういったスポンサーへの配慮から、テレビなどの放送メディアにおいてはスポーツウォッシングはタブーと化していると指摘している。また本間は、スポンサーとテレビ局の間に入って関係を取り持つ博報堂や電通といった広告代理店がスポンサーの顔色を伺い、テレビ局に番組などでスポーツウォッシングについて話題にするのをやめるように圧力をかけていると主張している。これは放送メディアや新聞社が、モータリゼーションの弊害をスポンサーである自動車メーカーへの配慮から報道に消極的な姿勢を採っているのと同様である。